# Ludwig Christian Detlev Friederich Reventlow
Ludwig Christian Detlev Friederich greve Reventlow (6. januar 1824 på Sandbjerg Gods – 14. juni 1893 i Lübeck) var en slesvigsk amtmand og preussisk landråd, bror til Arthur Christian Detlev Ludvig Eugenius Reventlow og far til Fanny zu Reventlow.
Han var søn af kammerherre, oberstløjtnant Ludvig Detlev greve Reventlow (6. juni 1780 – 10. juni 1857) og Agnes født friherreinde von Hammerstein-Loxten (18. april 1795 – 19. januar 1824). Han blev 1854 cand. jur. i Flensborg, var 1855-56 kancelliauditør i Schwerin, 1857 underretsadvokat i Kiel og blev efter den 2. Slesvigske Krig 1865 den sidste amtmand i Husum Amt. 1866-68 var han overstaller i Ejdersted og 1868-69 landråd.
Han var ven med forfatteren Theodor Storm og tilhænger af slesvig-holstenismen.
20. juni 1860 ægtede han i Reinbek Emilie Julie Anna Louise rigsgrevinde Rantzau (19. april 1834 i Sønderborg – 19. november 1905 i Preetz), datter af amtmand Ernst Rantzau.